# 新发乡 (依安县)
新发乡，是中华人民共和国黑龙江省齐齐哈尔市依安县下辖的一个乡镇级行政单位。

## 行政区划
新发乡下辖以下地区：
新里村、福来村、利民村、北安村、新联村和新发村。